# Guillaume Hanser
Guillaume Hanser, né le 12 septembre 1738 à Unterzell (aujourd'hui dans la commune de Rot an der Rot) en Souabe et mort le 23 janvier 1796 à l'abbaye de Schussenried, était un religieux des Prémontrés, musicien et organiste.

## Biographie
Wilhelm Hanser, connu en France sous le nom de Guillaume Hanser, né en Souabe, montra dès sa jeunesse le goût le plus décidé pour l'étude ; il choisit la filière la plus à même de satisfaire ses ambitions et il entra à l'abbaye de Schussenried, nommée aussi l'abbaye de Soreth, où les lettres étaient en honneur, et il y fit profession  en 1754. On cultivait la musique dans cette abbaye, et le jeune Hanser se sentant de l'attrait pour cet art, on lui permit de suivre son goût. Aidé par des maîtres habiles, il devint, au bout de quelques années, un des meilleurs musiciens de sa province ; on le réputait être le plus fameux organiste du cercle de Souabe, totius nostrœ Sueviœ Organedorum facile princeps. Le violon, le violoncelle, la basse et l'orgue surtout l'occupèrent tour à tour. On lui confia la direction du chœur de l'abbaye.
Le général de l'ordre des prémontrés, Guillaume Manoury, missionne, en 1770, Remacle Lissoir, abbé de Laval-Dieu, de créer une école de musique dans son abbaye ; il lui demande de trouver, dans l'ordre de Prémontrés, des musiciens de talents. Le supérieur de l'abbaye de Soreth confia Hanser à Lissoir. Il arriva en 1773 à Laval-Dieu jusqu'en 1788.
Hanser était très versé dans la science du contrepoint ; il excellait à toucher l'orgue. Toujours ses chants nobles et mélodieux allaient au cœur, et il joignait à une profonde science de l'harmonie une précision inaltérable dans la plus grande rapidité du feu.
Il possédait le talent d'enseigner son art avec netteté et une facilité. Il forma, pendant quinze ans qu'il fut en France, de nombreux musiciens et particulièrement Georges Scheyermann (1767-1827) et Étienne-Nicolas Méhul.

## Ses œuvres
- Psalmodia Verpertina, Ausbourg, 1767, in-fol.
- Trois Sonates pour le piano, gravées à Paris vers 1780.
- Le Plain-Chant du Graduel, de l'Antiphonier et du Processionnel de l'ordre de Prémontré Nancy, Hæner, 1786 et 1787, 2 vol. in-fol. et 1 vol. in-8°.